# Actephila grandifolia
Actephila grandifolia är en emblikaväxtart som först beskrevs av Johannes Müller Argoviensis, och fick sitt nu gällande namn av Henri Ernest Baillon. Actephila grandifolia ingår i släktet Actephila och familjen emblikaväxter. Inga underarter finns listade i Catalogue of Life.